# Dabke

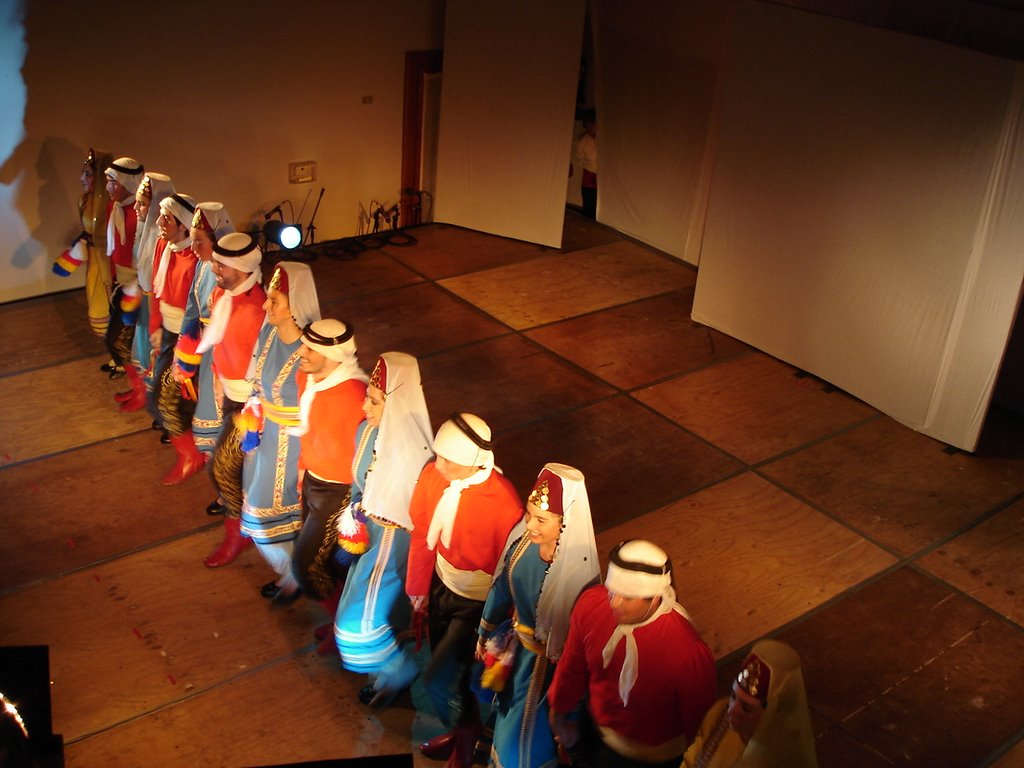
Grupo de personas bailando el dabke en Santiago de Chile. Con el tiempo, el dabke se ha esparcido diferentes para del mundo.

Dabke (en árabe: دبكة, también escrito dabka, dabki, dubki, dabkeh) es una danza folclórica levantina, particularmente popular en Líbano, Jordania, Palestina, Siria e Irak. El dabke combina la danza en círculo y el baile en línea, y se interpreta ampliamente en bodas y en otras ocasiones con motivo de celebración. En 2023, fue declarado Patrimonio cultural inmaterial de la Humanidad por la Unesco.

## Etimología
La etimología de dabke es incierta, pero se cree que deriva de la palabra árabe levantina dabaka (en árabe : دبكة) que significa «pisar fuerte» o «hacer ruido».

## Origen
Según Youssef Ibrahim Yazbec, un historiador, periodista y político libanés, el dabke desciende de danzas fenicias de miles de años de antigüedad. Según los folcloristas palestinos Abdul-Latif Barghouthi y Awwad Sa'ud al-'Awwad, los saltos empleados en el dabke, pueden tener su origen en antiguos rituales de fertilidad cananeos relacionados con la agricultura, la expulsión de espíritus malignos y la protección de las plantas jóvenes. 
Otra teoría es que el uso de pisotones en el dabke comenzó como una forma de solidificar los techos de barro. La gente pisoteaba los techos de las casas para comprimir el material y evitar que se agrietara, pidiendo haber evolucionado hasta convertirse en la forma de baile del dabke moderno.

## Descripción
Una de las expresiones artísticas más importantes entre los árabes es la danza, dentro de la cual la dabke es la más característica. Este se acompaña con complejas coreografías, danzas en grupo, zapateos (o dabke), palmas y gritos.
El dabke es la danza folklórica de Palestina, Líbano, Siria, Irak y Jordania. Ésta se baila tradicionalmente durante la primavera, época lluviosa, y en los matrimonios en época de cosecha. La dabke es una danza joven que requiere energía y fuerza, la cual se realiza en forma de semicírculo, usualmente entre 6 y 15 bailarines. A veces existe entre ellos un líder, denominado Al-lawah, quien debe ser una persona graciosa y encantadora.

### Música
La música árabe tradicional usada para este baile se caracteriza por las melodías de fuerte carga emotiva. Los instrumentos musicales empleados, entre otros, son: oud, qanun, darbuka, daff, cistro, platillos digitales o platillos, cítara, zurna, buzuki, nay, etc.

### Coreografía
El dabke es un baile en el que los participantes, hombres y mujeres, se ponen en fila y ejecutan los pasos que marca el líder del grupo, que se coloca a la cabeza. Se trata de un juego de pasos, zapateado y saltos, estando los bailarines alternativamente separados, cogidos de la mano o de los hombros. Este baile se acompaña de palmas, gritos y complicados pasos, intentando representar acontecimientos importantes de la vida como lo son el nacimiento, el matrimonio, etc.

## Variantes

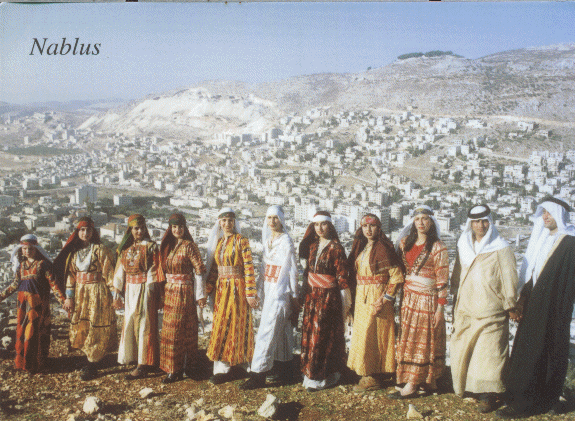
Dabke

Existen muchos tipos de dabke, los más típicos son los denominados Al-Dabke y Al-shamalie. Estas danzas se inician con una melodía, la cual el Kawil comienza a cantar, entonces los bailarines empiezan a mover sus piernas en una forma que es similar a un paso de una orden militar. Una vez que el Kawil ha terminado de cantar, el líder del grupo Al-lawah comienza a bailar solo, por lo que todos los bailarines realizan simples movimientos hasta que el líder del grupo observa que ellos se están moviendo exactamente de la misma manera. Una vez que ha sucedido esto, él da la señal para que todos empiecen a bailar.
El dabke nos permite mostrar la historia, la lucha y las aspiraciones de los pueblos árabes. Tiene especial importancia para el pueblo palestino, el cual, en ausencia de una verdadera soberanía, se apoya en la cultura folklórica para reafirmar su identidad. Es así como existen numerosas organizaciones que promueven la actividad cultural en los territorios ocupados y los campos de refugiados, tales como Ibdaa o Bourj-Al-Shamali, como una forma de darle una oportunidad a los jóvenes de demostrar sus capacidades, el sufrimiento que viven día a día, sus sueños y aspiraciones.